# Buen funeral amigos... paga Sartana
Buen funeral amigos... paga Sartana es una película italiana de 1970 perteneciente al subgénero del spaguetti western, que supuso la tercera entrega oficial de la saga del personaje Sartana.

## Argumento
Sartana presencia una matanza de una familia de mineros. Después de matar a los asesinos, los lleva hasta la cercana ciudad de Indian Creek, donde aparte de cobrar las recompensas por ellos, les paga el funeral.
Y es entonces cuando Sartana se da cuenta de que algunos notables habitantes de la ciudad están deseosos de quedarse con la tierra de la familia minera asesinada: el banquero y cacique local Hoffman, y el dueño del casino local Lee-tse Tung. Ambos se empeñan en pagar a la heredera del terreno sumas de dinero enormes convenciéndola de que esas tierras son estériles y que no le reportarán beneficio alguno. Pero Sartana decide ayudar a la heredera poniéndola sobre aviso del engaño y descubriendo quién ordenó matar a los mineros.

## Categoría
- Spaguetti western

- Datos: Q2225173